# André Bloch (journaliste)
Pour les articles homonymes, voir André Bloch (homonymie) et Bloch.
André Bloch, né le 8 avril 1937 à Strasbourg et mort le 25 mars 2007 à Jaipur, est un journaliste français. Il travaille pour plusieurs journaux quotidiens de la presse française, dirige la communication de l’Aérospatiale et est aussi le rédacteur en chef de la Revue Aerospatiale. 

## Biographie
Il avait commencé sa carrière aux informations générales à L'Aurore  avant de travailler pour Le Figaro et Le Parisien libéré. Ce journaliste scientifique s'était spécialisé notamment dans les questions de l'automobile, de l'aéronautique  et les questions de défense. Dans les années 1980-90, il avait été recruté par l'Aérospatiale (EADS) dont il était directeur de la communication et rédacteur en chef adjoint de la Revue aérospatiale. 
André Bloch publiait des articles dans Valeurs actuelles.